# トヨタL&F

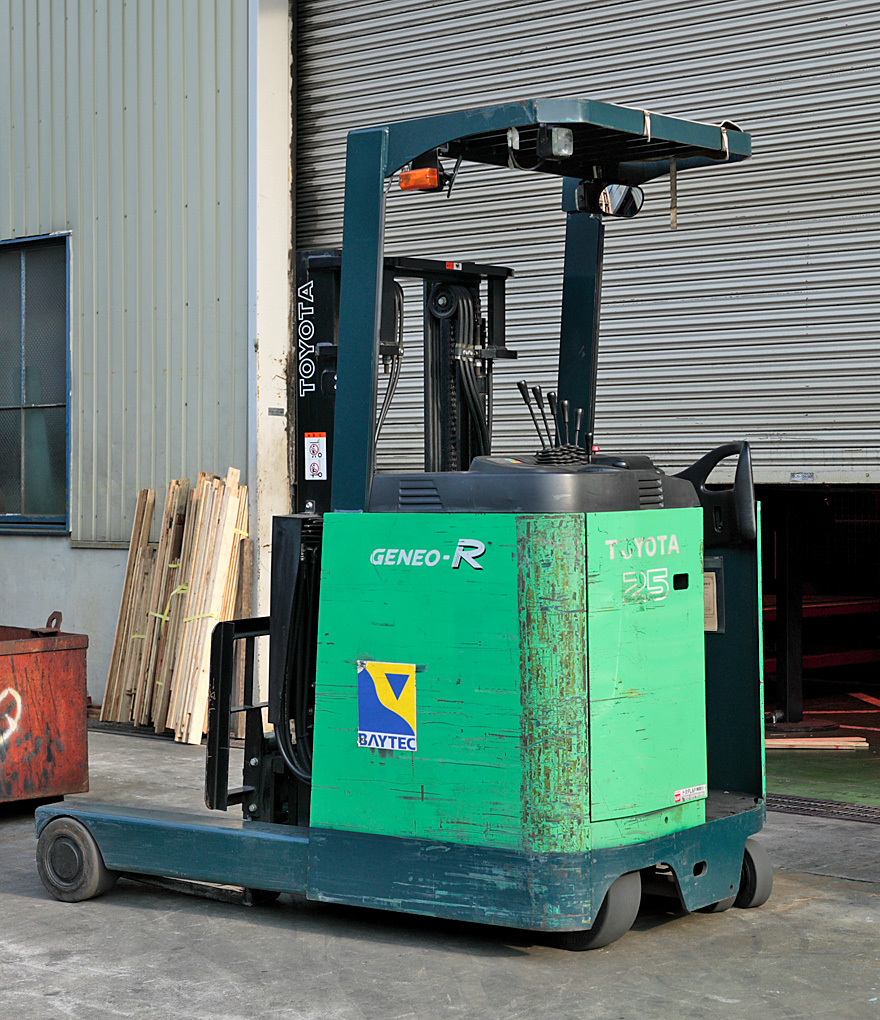
ジェネオR（7FBR25）/2.5t リーチ型バッテリーフォークリフト

トヨタL&F（トヨタエルアンドエフ）は、豊田自動織機の社内カンパニーである。フォークリフトの世界販売台数で首位であり、日本国内においても51年連続で首位である。

## 概要
前述のとおり豊田自動織機の社内カンパニーであり、物流システム事業と産業車両機器事業を主力とする。社名のL&Fは、ロジスティック&フォークリフトのことである。社内カンパニーではあるが、専用のホームページも開設している。
ホイールローダー（スキッドステアローダー = Skid steer loader）を「ジョブサン」（Jobsun）の製品名で製造している。
「トヨタL&F○○○」（○○○には、各地の地名が入る）という販売店を、沖縄地区を除く各地に展開している（沖縄地区は、沖縄トヨタ自動車の社内に「沖縄トヨタ自動車L&F事業部」という部署が存在する）。
国内3カ所（千葉・愛知・大阪）にトヨタL&Fカスタマーズセンターという、同社の販売製品が並び、見学ツアーやセミナーなどが行われている施設がある。
ラジオCMは一部で地域限定CMが放送されているところもある。
左：プチランナーG（40-3FGL9）/ 0.9t ガソリンエンジンフォークリフト
中：ジェネオ コンパクト（7FGKL25）/ 2.5t ガソリンエンジンフォークリフト
右：ジョブサン（5SDK6）

## 販売グループ会社

### 北海道
- トヨタL&F旭川 - 旭川トヨタグループ
- トヨタL&F札幌 - 札幌トヨタグループ
- トヨタL&F釧路 - 釧路トヨタグループ

### 東北
- トヨタL&F青森 - トヨタ小野グループ
- トヨタL&F岩手
- トヨタL&F宮城 - 宮城トヨタグループ
- トヨタL&F秋田 - 直営販売店
- トヨタL&F山形  - 山形トヨタグループ
- トヨタL&F福島 - NEZASグループ（栃木トヨタ、福島トヨタなど）

### 関東
- トヨタL&F茨城 - 茨城トヨタグループ
- トヨタL&F栃木 - 栃木トヨペットグループ、ネッツ栃木（旧オート店）
- トヨタL&F群馬 - 群馬トヨタグループ
- トヨタL&F埼玉
- トヨタL&F千葉 - 千葉トヨタグループ
- トヨタL&F東京 - 直営販売店
- トヨタL&F神奈川 - KTグループ

### 中部
- トヨタL&F新潟 - 新潟トヨタグループ
- トヨタL&F富山 - 品川グループ
- トヨタL&F石川 - 石川トヨタグループ
- トヨタL&F福井  - 直営販売店
- トヨタL&F山梨 - 山梨トヨタグループ
- トヨタL&F長野 - トヨタUグループ
- トヨタL&F中部 - ATグループ
- トヨタL&F静岡 - 直営販売店

### 近畿
- トヨタL&F近畿 - 大阪トヨペットグループ
- トヨタL&F兵庫 - 直営販売店
- トヨタL&F奈良
- トヨタL&F和歌山

### 中国・四国
- トヨタL&F岡山 - SUENAGAグループ
- トヨタL&F広島 - 広島トヨタグループ
- トヨタL&F山口
- トヨタL&F徳島
- トヨタL&F香川 - 香川トヨタグループ
- トヨタL&F西四国

### 九州・沖縄
- トヨタL&F福岡 - 昭和自動車グループ
- トヨタL&F熊本 - 熊本トヨタグループ
- トヨタL&F大分 - 大分トヨタグループ
- トヨタL&F宮崎 - 宮崎トヨタグループ
- トヨタL&F鹿児島
- 沖縄トヨタ自動車L&F事業部